# روابط برونئی و مالزی
روابط مالزی و برونئی (انگلیسی: Brunei–Malaysia relations)، مالزی و برونئی در سال ۱۹۸۴ روابط دیپلماتیک برقرار کردند. برونئی دارای کمیسیون عالی در پوتراجایا، سرکنسولگری در کوتا کینابالو و کوچینگ است. مالزی در بندر سری بگاوان، دارای کمیسیون عالی است. هر دو کشور عضو کامل آسه‌آن و اتحادیه کشورهای مشترک‌المنافع هستند. هر دو دارای اکثریت قومی مالایی بوده و در حوزه اقتصادی، فرهنگی، سیاسی و دفاعی دارای پیوندهای نزدیک و قوی با یکدیگر هستند.